# Divino José de Matos
Divino José de Matos (Cristalina, Goiás, 1952), conhecido pelo apelido de Divino 45, é um ex-policial civil e atirador de elite brasileiro, aposentado, que ficou conhecido nacionalmente por seu envolvimento no assassinato do jornalista Mário Eugênio Rafael de Oliveira em 11 de novembro de 1984, em Brasília. Na época, Divino era amplamente reconhecido como um dos melhores atiradores de elite do Brasil .

## Biografia
Divino José de Matos nasceu em 1952, na cidade de Cristalina, no estado de Goiás. Pouco se sabe sobre sua infância e formação inicial, mas ele ingressou na Polícia Civil do Distrito Federal, na década de 1970, onde desenvolveu uma reputação como atirador de elite. Durante a década de 1980, Divino era amplamente reconhecido nos círculos policiais como um dos melhores atiradores do Brasil, uma distinção que se baseava em sua precisão com armas de fogo, particularmente com o revólver calibre .45, que inspirou o apelido "Divino 45", cunhado pelo jornalista Mário Eugênio Rafael de Oliveira, com quem mantinha contato profissional devido à cobertura policial do jornalista no jornal Correio Braziliense e no programa de rádio Gogó das Sete, da Rádio Planalto.
Durante sua atuação como policial civil no Distrito Federal, Divino José de Matos foi associado a um grupo de extermínio conhecido como "Grupo Satanás", que operava como um esquadrão da morte na capital brasileira durante o final da ditadura militar. Este grupo, composto por policiais civis e militares do Exército, incluindo membros do Pelotão de Investigações Criminais (PIC), foi responsável pela execução de centenas de pessoas, muitas delas suspeitas de atividades criminosas. As atividades do grupo, que incluíam violações de direitos humanos, prisões ilegais e execuções extrajudiciais, foram denunciadas pelo jornalista Mário Eugênio em suas reportagens, o que o colocou em conflito direto com autoridades policiais e membros do esquadrão.
O "Grupo Satanás" operava sob a influência de altas autoridades da Secretaria de Segurança Pública do Distrito Federal, com destaque para o então secretário, coronel Lauro Melchiades Rieth, e o delegado Ary Sardella, coordenador da Polícia Especializada. Divino José de Matos foi apontado como um dos principais executores das ações do grupo, consolidando sua imagem como figura central nas atividades do esquadrão.
Em 11 de novembro de 1984, Mário Eugênio Rafael de Oliveira, conhecido como "Gogó das Sete" por seu programa de rádio, foi assassinado com sete tiros na cabeça ao sair da Rádio Planalto, no Setor de Rádio e Televisão Sul, em Brasília, por volta das 23h55. O jornalista, então com 31 anos, havia gravado uma edição do programa que iria ao ar no dia seguinte. Divino José de Matos foi identificado como o autor dos disparos, utilizando uma espingarda calibre 12 e um revólver Magnum calibre .38, com balas do tipo hollow point, conhecidas por seu alto poder destrutivo. O crime foi planejado e executado com precisão, contando com a participação de outros agentes, incluindo os policiais civis Iracildo José de Oliveira e Moacir de Assunção Loiola, além de militares do Exército, como o sargento Antônio Nazareno Mortari Vieira e os cabos David Antônio do Couto e Aurelino Silvino de Oliveira. O crime, conhecido como "Operação Leite", foi planejado durante um churrasco, com a anuência de Lauro Rieth e Ary Sardella.
Mário Eugênio era conhecido por seu jornalismo investigativo e combativo, denunciando abusos policiais, torturas, prisões ilegais e a existência do esquadrão da morte no Distrito Federal. Suas reportagens, publicadas no Correio Braziliense e no programa Gogó das Sete, incomodavam setores poderosos da segurança pública, especialmente após ele revelar a execução de um chacareiro inocente em Luziânia, Goiás, por militares do PIC e policiais da Delegacia de Furtos e Roubos de Veículos, em abril de 1984. A ousadia de Mário Eugênio em expor essas irregularidades é considerada o principal motivo de seu assassinato, que chocou a sociedade brasileira e marcou o jornalismo policial da época.
O assassinato de Mário Eugênio gerou uma onda de indignação e teve ampla cobertura na mídia brasileira, sendo destaque em jornais, rádios e programas de televisão, incluindo o Fantástico da Rede Globo, que trouxe reportagens detalhando o caso e suas implicações. A brutalidade do crime, cometido contra um jornalista no exercício de sua profissão, levantou debates nacionais sobre a liberdade de imprensa, a violência policial e a impunidade durante o período de transição democrática no Brasil. O caso foi amplificado pela reputação de Mário Eugênio como um ícone do jornalismo policial, conhecido pelo bordão “Aqui a notícia é do tamanho da verdade, doa a quem doer”, que ressoava entre o público de Brasília.
A equipe do Correio Braziliense realizou uma série de reportagens intitulada "O Esquadrão da Morte em Brasília e o assassinato do jornalista Mário Eugênio", que recebeu o Prêmio Esso de Jornalismo em 1985, destacando a profundidade das investigações jornalísticas e a coragem dos repórteres envolvidos, como Renato Riella e Áurea Lacerda, que enfrentaram ameaças durante a cobertura. O caso também expôs as tensões entre a imprensa e as autoridades, com jornalistas como Nelson Pantoja e Carlos Honorato sofrendo intimidações, incluindo pneus furados e invasões em suas residências. A morte de Mário Eugênio tornou-se um símbolo da luta pela liberdade de expressão e da resistência contra a repressão, especialmente no contexto do final da ditadura militar.
O inquérito policial identificou sete suspeitos de envolvimento no assassinato de Mário Eugênio, com Divino José de Matos como o executor principal. Em 1994, Divino foi condenado a 14 anos de prisão pelo Tribunal do Júri, embora algumas fontes indiquem que a pena foi ajustada para 18 anos. Após sucessivos recursos apresentados por sua defesa, a aplicação da pena foi suspensa por 17 anos, e Divino permaneceu foragido por dois anos, entre 2001 e 2003. Ele foi capturado em 2003 e passou a cumprir sua pena na Penitenciária da Papuda, em Brasília. Em 2010, Divino recebeu um parecer favorável ao indulto pleno, mas a decisão final ficou a cargo do juiz da Vara de Execuções Penais. Outros envolvidos, como o sargento Antônio Nazareno e o cabo David Antônio do Couto, receberam penas de 9 anos, enquanto Aurelino Silvino de Oliveira permaneceu foragido. Iracildo José de Oliveira faleceu após cumprir parte de sua pena, e Moacir de Assunção Loiola morreu em 1985, em um suposto suicídio, pouco após prestar depoimento. As denúncias contra Lauro Rieth e Ary Sardella foram arquivadas por falta de provas, apesar das suspeitas de que teriam sido os mandantes do crime.
Atualmente, Divino José de Matos encontra-se em liberdade, tendo cumprido sua pena.